# Yogibo

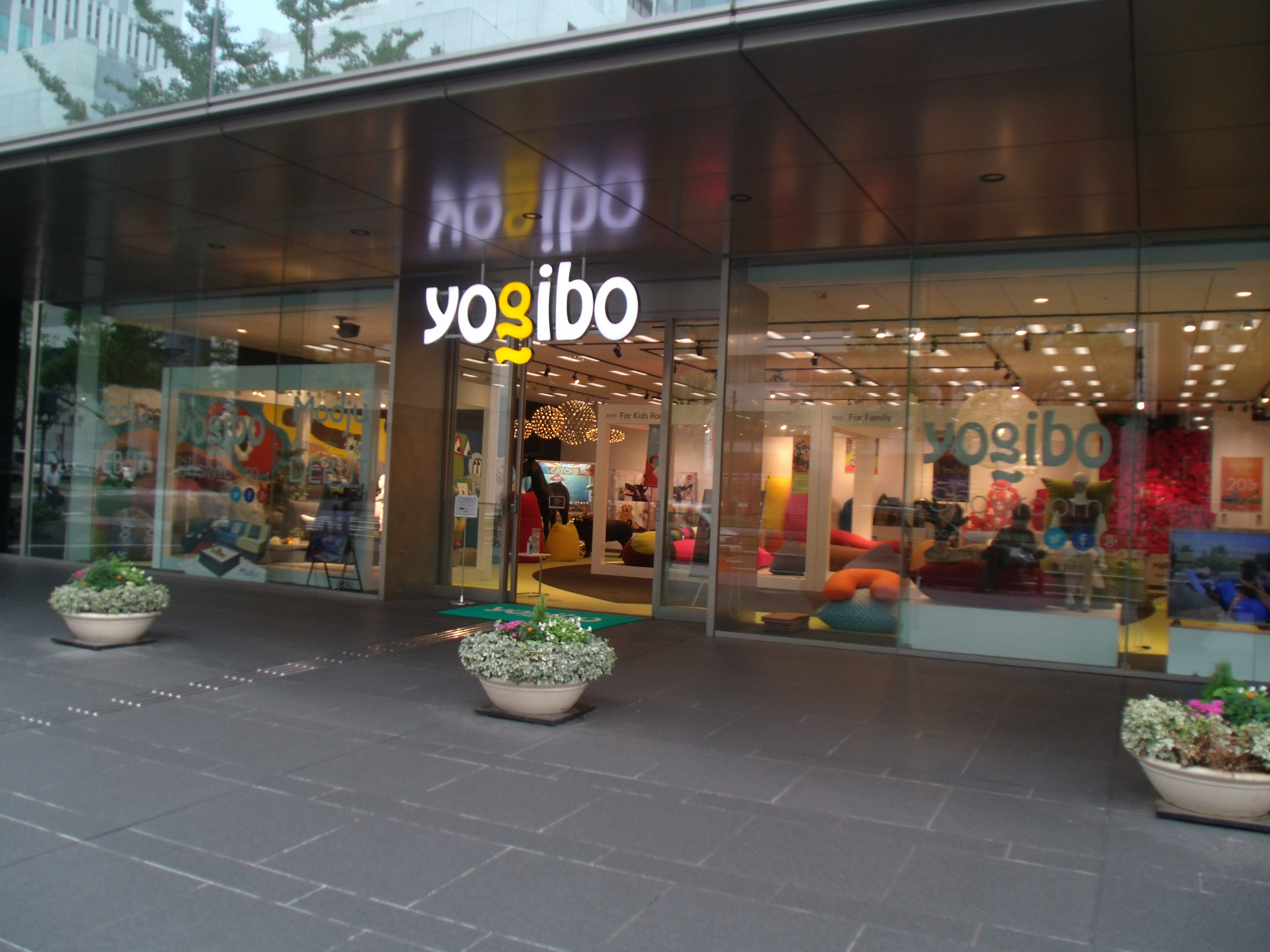
Yogibo Store 御堂筋本町店

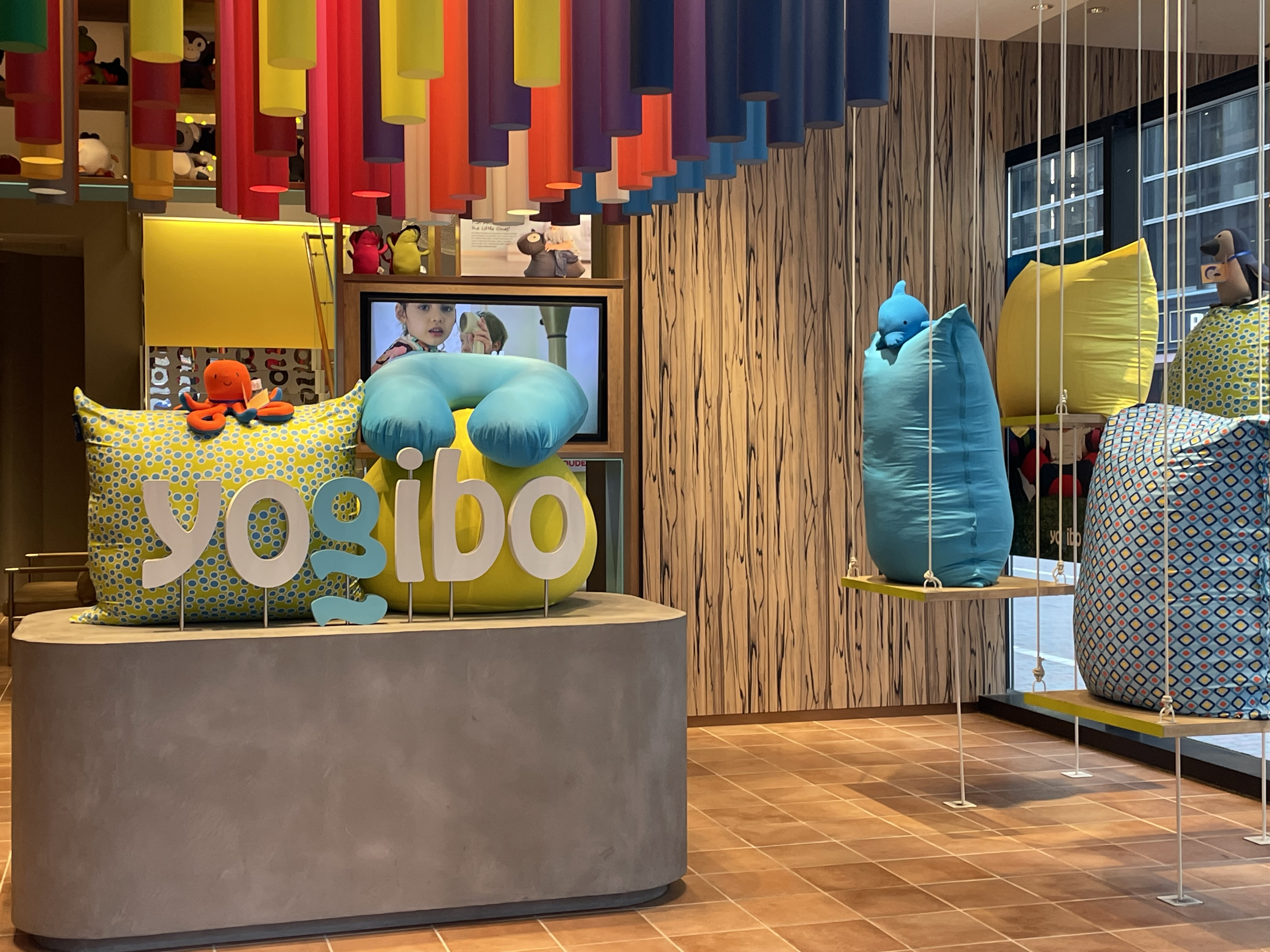
銀座1丁目柳通り店の店頭に並ぶビーズソファ“Yogibo”

株式会社Yogibo（ヨギボー）は、大阪府大阪市に本社を置く、主にビーズソファの製造・販売を行っている企業。また、Yogiboは同社が展開する商品名。
旧社名は株式会社ウェブシャーク。
2021年12月30日、Yogiboの販売代理店だったウェブシャークは、製造元であるアメリカ合衆国のヨギボー本社を買収した。
2022年1月現在、世界8つの国と地域で約130の販売店を展開している。

## 沿革

### 株式会社Yogibo
- 2001年8月1日 - 有限会社ウェブシャーク設立。木村誠司が代表取締役就任[6]。
- 2002年2月1日 - 株式会社に組織変更。アフィリエイトサービスの電脳卸を開始[6]。
- 2014年11月13日 - 日本総代理店契約を締結してYogibo Japanの運営を開始[7]。
- 2016年1月 - 株式会社Yogibo Japan（法人番号9120001195620）を設立。木村誠司が代表取締役就任。
- 2019年8月 - 株式会社ウェブシャークが株式会社Yogibo Japanを吸収合併。
- 2020年12月31日 - 電脳卸アフィリエイトが終了。
- 2021年12月30日 - 全世界にあるYogiboの販売店の7割近くが日本にあることから、2021年7月に Yogibo LLC. 側から打診があり、2021年12月30日に持ち分譲渡契約を締結して Yogibo LLC. の買収が完了した[8]。
- 2022年8月1日 - 株式会社Yogiboに商号変更[2]。
- 2022年12月12日 - 東京オフィスが東京都港区西新橋1-15-4 銀泉西新橋ビル11階へ移転[9]。

### Yogibo LLC.
- 2004年 - Eyal Levy がビーズソファを開発[8]。
- 2009年 - Yogibo LLC. を Eyal Levy が設立[8]。
- 2021年12月30日 - 株式会社ウェブシャークの完全子会社となる[8]。

## ウェブシャーク時代のサービス
以下はウェブシャーク時代に提供していたサービス。

### Webサービス
- 電脳卸アフィリエイト - 2002年2月サービス開始、2020年12月31日サービス終了[10]。
- STORE-MIX - オンラインショッピングモール。2002年2月サービス開始、2018年3月15日サービス終了[11]。
- NAMAAN - ブログ検索。2004年サービス開始、2016年サービス終了。
- MAY i HELP YOU（メイアイヘルプユー） - 接客検索[12]。2008年サービス開始、2018年サービス終了。
- SELPA - 自費出版専門ショッピングモール[13]。2008年サービス開始、2009年サービス終了。
- Dr.Tony - 美容・健康グッズのショッピングモール。2012年2月14日サービス開始、2018年3月15日サービス終了[11]。
- パシャピン[14] - 2012年サービス開始、2015年サービス終了。
- ガレージセール - 売り手と買い手がサイト内で直接価格交渉ができる個人向けECサービス。2013年3月13日サービス開始、2018年3月30日サービス終了[15]。
- 直球！オフィス検索 - ドリルダウン型オフィス検索サイト。2014年1月24日サービス開始[16][17]、2018年サービス終了。
- ON - ヒマを特別な人に通知できるアプリ。2015年公開[18][19]。サービス終了済み。

### 飲食店
- ぱの家 - ファーストフード型パスタ専門店。2017年12月6日開店[20]、2020年11月14日閉店[21]。
- Don't Worry Egg'Wich - エッグウィッチ専門店。2020年11月24日開店[22]。

## 協賛
スポーツイベントの協賛も積極的に行っており、総合格闘技「RIZIN」をはじめ、日本初の女子プロサッカーリーグ「WEリーグ」、日本初開催の世界最大のアクションスポーツ大会「X Games Chiba 2022」などにタイトルパートナーとして協賛している。
2022年6月19日に開催される格闘家の天心 vs 武尊をメイン試合に据えた「THE MATCH 2022」への冠協賛が決定している。

## モータースポーツ
2021年より、GTカーの競技へ参戦している。

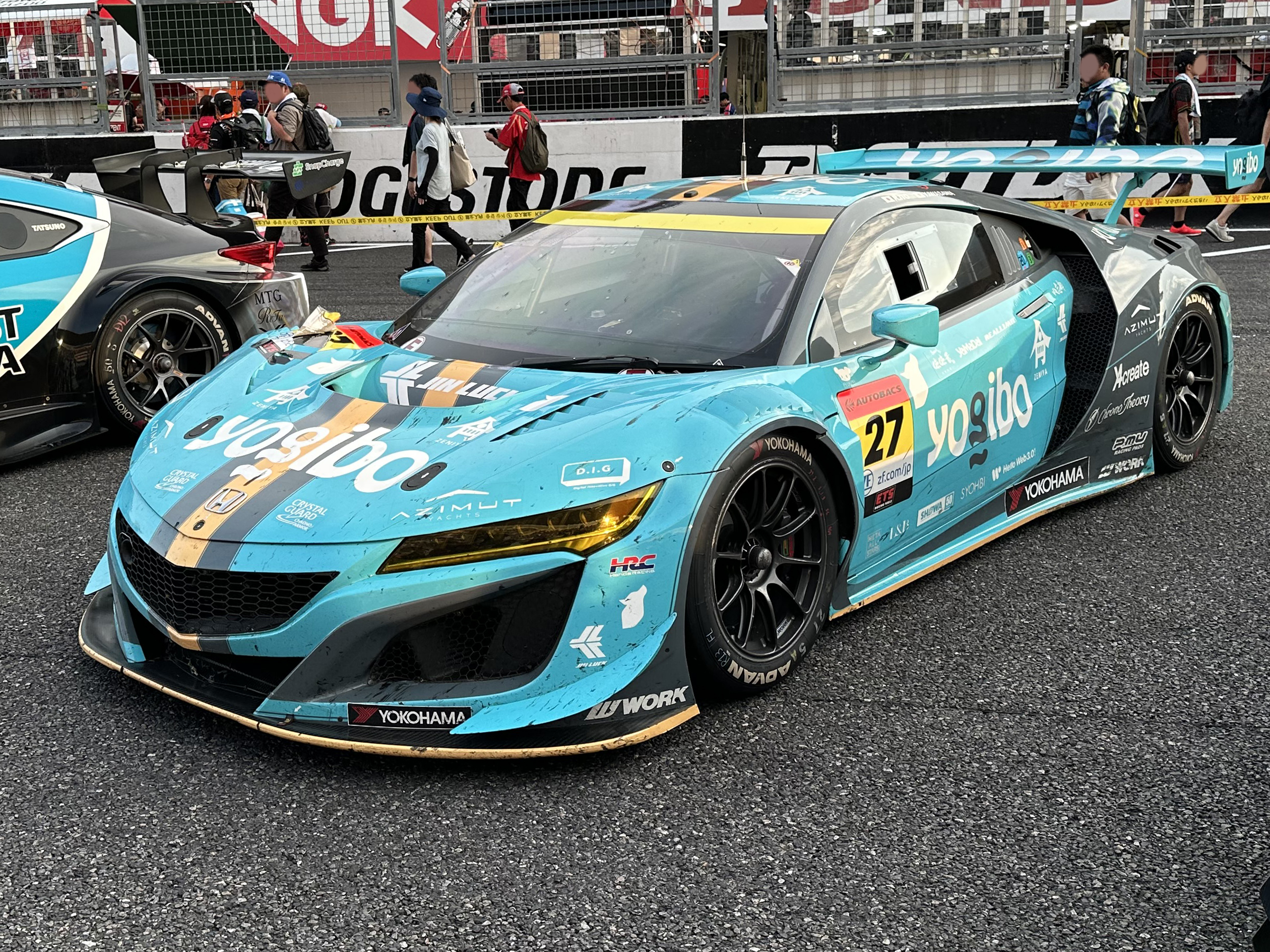
2023年のSUPER GT参戦車両

- 2021年は、DRAGO CORSEをスポンサードしSUPER GTにYogibo Drago CORSEとして参戦[26]。
- 2022年は、DRAGO CORSEへのスポンサードを解消し、GTワールドチャレンジ・アジアにYogibo Racingとして参戦[27]。
- 2023年は、SUPER GTに再び舞台を戻し、2022年に引き続きYogibo Racingとして参戦する[28]。

→「Yogibo Racing」も参照

## 店舗

### アメリカ合衆国
2025年現在はアメリカ全店舗閉鎖になりました。

### 日本
| 店舗名                                 | 都道府県 | 市町村       |
| -------------------------------------- | -------- | ------------ |
| Yogibo Store 大同生命札幌ビル miredo店 | 北海道   | 札幌市中央区 |
| Yogibo Store イオンモール札幌発寒店    | 北海道   | 札幌市西区   |
| Yogibo Store イオンモール苫小牧店      | 北海道   | 苫小牧店     |

| 店舗名                            | 都道府県 | 市町村       |
| --------------------------------- | -------- | ------------ |
| Yogibo Store イオンモール新利府店 | 宮城県   | 宮城郡利府町 |
| Yogibo Store イオンモール名取店   | 宮城県   | 名取市       |

| 店舗名                                  | 都道府県 | 市町村       |
| --------------------------------------- | -------- | ------------ |
| Yogibo Store 銀座1丁目柳通り店          | 東京都   | 中央区       |
| Yogibo Store 青山店                     | 東京都   | 渋谷区       |
| Yogibo Store ららぽーと横浜             | 神奈川県 | 横浜市都筑区 |
| Yogibo Store 新宿マルイ アネックス店    | 東京都   | 新宿区       |
| Yogibo Store オリナス錦糸町店           | 東京都   | 墨田区       |
| Yogibo Store 有明ガーデン店             | 東京都   | 江東区       |
| Yogibo Store ヴィーナスフォート店       | 東京都   | 江東区       |
| Yogibo Store 池袋サンシャインシティ店   | 東京都   | 豊島区       |
| Yogibo Store Esola池袋店                | 東京都   | 豊島区       |
| Yogibo Store ららぽーと立川立飛店       | 東京都   | 立川市       |
| Yogibo Store キラリナ京王吉祥寺店       | 東京都   | 武蔵野市     |
| Yogibo Store 二子玉川ライズ店           | 東京都   | 世田谷区     |
| Yogibo Store コクーンシティ店           | 埼玉県   | さいたま市   |
| Yogibo Store ららぽーと新三郷店         | 埼玉県   | 三郷市       |
| Yogibo Store ららぽーと富士見店         | 埼玉県   | 富士見市     |
| Yogibo Store イオンモール羽生店         | 埼玉県   | 羽生市       |
| Yogibo Store イオンレイクタウンmori店   | 埼玉県   | 越谷市       |
| Yogibo Store モラージュ菖蒲店           | 埼玉県   | 久喜市       |
| Yogibo Store 高崎OPA店                  | 群馬県   | 高崎市       |
| Yogibo Store イオンモール太田店         | 群馬県   | 太田市       |
| Yogibo Store インターパークスタジアム店 | 栃木県   | 宇都宮       |
| Yogibo Store たまプラーザテラス店       | 神奈川県 | 横浜市       |
| Yogibo Store ららぽーと湘南平塚店       | 神奈川県 | 平塚市       |
| Yogibo Store MARK IS みなとみらい店     | 神奈川県 | 横浜市西区   |
| Yogibo Store ららぽーと海老名店         | 神奈川県 | 海老名市     |
| Yogibo Store イオンモール幕張新都心店   | 千葉県   | 千葉市美浜区 |
| Yogibo Store 八千代店                   | 千葉県   | 八千代市     |
| Yogibo Store ららぽーとTOKYO-BAY店      | 千葉県   | 船橋市       |
| Yogibo Store テラスモール松戸店         | 千葉県   | 松戸市       |
| Yogibo Store イーアスつくば店           | 茨城県   | つくば市     |

| 店舗名                                        | 都道府県 | 市町村       |
| --------------------------------------------- | -------- | ------------ |
| Yogibo Store 名古屋栄店                       | 愛知県   | 名古屋市中区 |
| Yogibo Store イオンモール岡崎店               | 愛知県   | 岡崎市       |
| Yogibo Store イオンモールナゴヤドーム前店     | 愛知県   | 名古屋市東区 |
| Yogibo Store イオンモール名古屋茶屋店         | 愛知県   | 港区         |
| Yogibo Store 名古屋ららぽーとみなとアクルス店 | 愛知県   | 名古屋市港区 |
| Yogibo Store イオンモール大高店               | 愛知県   | 緑区         |
| Yogibo Store ららぽーと愛知東郷店             | 愛知県   | 愛知郡東郷町 |
| Yogibo Store イオンモール長久手店             | 愛知県   | 長久手町     |
| Yogibo Store イオンモール常滑店               | 愛知県   | 常滑市       |
| Yogibo Store イオンモール木曽川店             | 愛知県   | 一宮市       |
| Yogibo Store モレラ岐阜店                     | 岐阜県   | 本巣市       |
| Yogibo Store ららぽーと沼津店                 | 静岡県   | 沼津市       |
| Yogibo Store MARK IS 静岡店                   | 静岡県   | 静岡市葵区   |
| Yogibo Store イオンモール浜松志都呂店         | 静岡県   | 浜松市西区   |
| Yogibo Store イオンモール浜松市野店           | 静岡県   | 浜松市東区   |
| Yogibo Store イオンモール鈴鹿店               | 三重県   | 鈴鹿市       |

| 店舗名                              | 都道府県 | 市町村         |
| ----------------------------------- | -------- | -------------- |
| Yogibo Store イオンモール甲府昭和店 | 山梨県   | 中巨摩郡昭和町 |
| Yogibo Store イオンモール白山店     | 石川県   | 白山市         |
| Yogibo Store イオンモール新小松店   | 石川県   | 小松市         |
| Yogibo Store イオンモール高岡店     | 富山県   | 高岡市         |

| 店舗名                                | 都道府県 | 市町村         |
| ------------------------------------- | -------- | -------------- |
| Yogibo Store 御堂筋本町店             | 大阪府   | 大阪市中央区   |
| Yogibo Store あべのキューズモール店   | 大阪府   | 大阪市阿倍野区 |
| Yogibo Store ららぽーとEXPOCITY店     | 大阪府   | 吹田市         |
| Yogibo Store ららぽーと和泉店         | 大阪府   | 和泉市         |
| Yogibo Store りんくうシークル店       | 大阪府   | 泉佐野市       |
| Yogibo Store なんばパークス店         | 大阪府   | 大阪市浪速区   |
| Yogibo Store Yogib Store ルクア大阪   | 大阪府   | 大阪市北区     |
| Yogibo Store くずはモール店           | 大阪府   | 枚方市         |
| Yogibo Store イオンモール四條畷店     | 大阪府   | 四條畷市       |
| Yogibo Store 西宮ガーデンズ店         | 兵庫県   | 西宮市         |
| Yogibo Store ららぽーと甲子園店       | 兵庫県   | 西宮市         |
| Yogibo Store 神戸ハーバーランドumie店 | 兵庫県   | 神戸市中央区   |
| Yogibo Store イオンモール神戸南店     | 兵庫県   | 神戸市兵庫区   |
| Yogibo Store イオンモールKYOTO店      | 京都府   | 京都市南区     |
| Yogibo Store ならファミリー店         | 奈良県   | 奈良市         |
| Yogibo Store イオンモール和歌山店     | 和歌山県 | 和歌山         |
| Yogibo Store イオンモール草津店       | 滋賀県   | 草津市         |

| 店舗名                                | 都道府県 | 市町村       |
| ------------------------------------- | -------- | ------------ |
| Yogibo Store イオンモール岡山店       | 岡山県   | 岡山市北区   |
| Yogibo Store THE OUTLETS HIROSHIMA店  | 広島県   | 広島市佐伯区 |
| Yogibo Store イオンモール広島府中店   | 広島県   | 安芸郡府中町 |
| Yogibo Store イオンモール徳島店       | 徳島県   | 徳島市       |
| Yogibo Store イオンモール今治新都市店 | 愛媛県   | 今治市       |
| Yogibo Store イオンモール高知店       | 高知県   | 高知市       |

| 店舗名                              | 都道府県 | 市町村           |
| ----------------------------------- | -------- | ---------------- |
| Yogibo Store キャナルシティ博多店   | 福岡県   | 福岡市博多区     |
| Yogibo Store イオンモール福岡店     | 福岡県   | 糟屋郡粕屋町     |
| Yogibo Store イオンモール筑紫野店   | 福岡県   | 筑紫野市         |
| Yogibo Store イオンモール八幡東店   | 福岡県   | 北九州市八幡東区 |
| Yogibo Store アミュプラザくまもと店 | 熊本県   | 熊本市           |
| Yogibo Store アミュプラザおおいた店 | 大分県   | 大分市           |
| Yogibo Store パークプレイス大分店   | 大分県   | 大分市           |
| Yogibo Store イオンモール宮崎店     | 宮崎県   | 宮崎市           |
| Yogibo Store 浦添 PARCO CITY店      | 沖縄県   | 浦添市           |

### 韓国
- 新世界百貨店大田店
- ロッテ百貨店蔚山店
- ロッテ百貨店東灘店
- 新世界セントラルシティ店
- ギャラリア百貨店タイムワールド
- 仁川国際空港店
- ギャラリア広橋店
- スターフィールド河南店
- スターフィールド安城店
- スターフィールド高揚店
- アイパークモール龍山店
- ロッテモール水原店
- ロッテプレミアム利川店
- ロッテプレミアム器興店
- ロッテ永登浦店
- ロッテ中東店
- ロッテ安山店
- ロッテ光復店
- 現代プレミアムアウトレット スペースワン 南楊州店
- 現代百貨店 弥阿店
- 済州店
- 新世界センタムシティモール店
- 新世界センタムシティ店
- 新世界大邱店

### 台湾
- 台北誠品信義門市 台北市信義区
- 台北誠品南西門市 台北市中山区
- 林口誠品三井門市 新北市林口区
- 新荘宏匯門市 新北市新荘区
- 桃園誠品統領門市 桃園市桃園区
- 桃園誠品台茂門市 桃園市蘆竹区
- Yogibo 美国懶骨頭専家 新竹関新専櫃 新竹市東区
- 新竹巨城門市 新竹市東区
- 台中新光門市 台中市西屯区
- 台南新光門市 台南市中西区
- 高雄夢時代門市 高雄市前鎮区
- 高雄義享天地門市 高雄市鼓山区

### タイ
- Yogibo Flagship Store at Thonglor 13. バンコク都ワッタナー区
- Siam Paragon, Floor 2, Zone Plaza. バンコク都パトゥムワン区
- CentralWorld, Floor 5, Zone Central Court. バンコク都パトゥムワン区

## パワハラ問題
同社の40歳代の男性社員が、英語に堪能であることを買われ、2023年9月に同社の会長（当時は社長）のアメリカ出張に通訳のため同行。会長はこの男性に対し、ミスが起こらないよう完璧に通訳するよう指示し、男性がビジネス用語の多さを理由に難色を示したところ、会長は「なめとるのか」「俺を誰だと思ってるんだ」などと責め立て、男性が途中帰国を申し出たところ、「途中帰国は重罪」とのメッセージがBから送られてきた。男性は帰国後に適応障害を発症し、この頃には時間外労働の時間が1ヵ月当たり162時間にも及ぶようになっていた。男性はパワーハラスメントだとして同社に訴えたが、同社は「パワハラは確認できなかった」と回答。男性は、会長によるパワハラと、過度な長時間労働が原因で適応障害になったとして、2024年10月24日に大阪地方裁判所に提訴した。